# Marie Calisch
Elize Marie Calisch (Amsterdam, 24 oktober 1877 – Bussum, 1964) was een Nederlandse onderwijzeres. Zij was een vurig aanhangster van de Rein Leven Beweging en was de eerste leerkracht aan de Humanitaire School te Laren N.H. (De Hum).

## Biografie
Calisch werd geboren als dochter van Salomon Martinus Nathan Calisch en Jeanne Calisch, en stamde uit een gegoede Joodse familie, waartoe ook de samenstellers van de eerste Nederlandse woordenboeken behoorden. Haar vader werkte als correspondent en recensent bij het Algemeen Handelsblad.  Ze was een idealistische persoonlijkheid, die wel in conflict moest raken met het burgerlijke milieu waarin zij opgegroeid was. Aangezien haar moeder leed aan long-tbc, werd zij geheel opgevoed door een kinderjuffrouw, juf Van Dillen, die later werkzaam was in het gezin van de modelboer Floris Vos op de modelboerderij Oud-Bussem. Zoals in die tijd en in dit milieu gebruikelijk, werd thuis veel Frans gesproken en tijdens de vakanties in Duitse badplaatsen werd het nodige Duits opgestoken. Dat leidde tot een studie middelbaar Duits, rond 1894 iets heel ongewoons voor een meisje. In verband met deze studie bracht zij een jaar door in Duitsland, bij een leraarsgezin in Wernigerode (Harz).
In Hilversum, in het gezin Van Anrooy, maakte zij kennis met professor Jacob van Rees, hoogleraar histologie in Amsterdam. Deze ontmoeting bepaalde in sterke mate de rest van haar leven. Zij ging in het Gooi wonen. Dankzij haar akte kon zij onderwijzeres worden aan de Humanitaire School. Zij werd actief in de kolonie van professor Van Rees, die goede banden onderhield met de kolonie Walden van Frederik van Eeden, in het nabijgelegen Bussum. In Hilversum kwam zij in contact met haar aanstaande man Emil Uyldert. Zij kregen samen één kind: Mellie Uyldert (1908).
Rond 1912 vertrok haar echtgenoot naar de Verenigde Staten, met de verzorgster van zijn dochter, maar zonder vrouw en kind. Calisch moest nu geheel zelf in haar levensonderhoud voorzien, iets waaraan zij niet echt gewend was. Dat deed zij onder meer door het geven van lessen in Frans, Duits en Engels. Zij verhuisde nog vele malen in het Gooi en overleed in 1964 in het bejaardencentrum "De Schutse" te Bussum.